# Мальте, Анна
Анна Мальте (англ. Anne Maltais; 26 сентября 1979 года в Квебеке, провинция Квебек) — канадская конькобежка, специализирующаяся в шорт-треке. Неоднократный призёр чемпионатов мира.

## 1997-2004 год
Анна Мальте начала заниматься конькобежным спортом и шорт-треком в возрасте 5 лет. Позже её стал тренировать Себастьян Крос в центре подготовки в Монреале. В 1997 году она участвовала на юниорском чемпионате мира, где стала 7-й на 500 метров и 13-й в общем зачёте. В сезоне 1998/99 года Анна впервые выступила в кубке мира на 500 метров и заняла 44 место. По-настоящему Мальте стала участвовать на Кубке мира в сезоне 2002/03 года, когда с командой выиграла эстафету на этапе в Канаде. Конкуренция в сборной была большая, поэтому Анна не всегда выступала на крупных турнирах. В сезоне 2003/04 года заняла только 30 место в общем зачёте на Кубке мира.

## 2006-2009 год
В сезоне 2006/07 года на кубке мира она стала в эстафете первой на этапе в Монреале, и дважды бронзовым призёром в Чанчуне и Квебеке. Следом на чемпионате мира в Милане выиграла бронзу эстафеты и ещё одну бронзовую медаль взяла в Будапеште на командном чемпионате мира. На следующий год Мальте в эстафетной команде взяла серебро и бронзу на кубке мира, серебро в Канныне и бронзу в Харбине на мировом первенстве среди команд. В Вене на чемпионате мира в 2009 году вновь было третье место, а на кубке мира сезона 2008/09 года выиграла эстафету в Софии и заняла третьи места в Ванкувере, Солт-Лейк-Сити и 
Нагано. После того сезона Мальте закончила карьеру спортсмена. 
Она окончила Университет Лаваля в области пищевой технологии и питания.

## Награды
- 2006 год - награждена стипендией Питера Уильямсона [1]